# Stagno di Pauli Mannu
Lo stagno di Pauli Mannu è una zona umida situata lungo la costa occidentale della Sardegna. Appartiene amministrativamente al comune di Arbus.